# Nike, Inc.
Nike, Inc. (/ˈnaɪki/ hoặc /ˈnaɪk/) là một tập đoàn đa quốc gia của Hoa Kỳ tham gia thiết kế, phát triển, sản xuất, tiếp thị và bán giày dép trên toàn thế giới, may mặc, thiết bị, phụ kiện và dịch vụ. Công ty có trụ sở chính gần Beaverton, Oregon, trong vùng đô thị Portland. Đây là nhà cung cấp giày và quần áo thể thao lớn nhất thế giới, đồng thời là nhà sản xuất thiết bị thể thao lớn, với doanh thu vượt 46 tỷ đô la Mỹ trong năm tài chính 2022.
Công ty được Bill Bowerman và Phil Knight thành lập vào ngày 25 tháng 1 năm 1964 với tên gọi "Blue Ribbon Sports", và chính thức trở thành Nike, Inc. vào ngày 30 tháng 5 năm 1971. Công ty lấy tên từ Nike, nữ thần chiến thắng của Hy Lạp. Nike tiếp thị sản phẩm của mình dưới thương hiệu riêng, cũng như Nike Golf, Nike Pro, Nike+, Air Jordan, Nike Blazers, Air Force 1, Nike Dunk, Air Max, Foamposite, Nike Skateboarding, Nike CR7, và các công ty con bao gồm Air Jordan và Converse. Nike cũng sở hữu Bauer Hockey từ năm 1995 đến năm 2008 và trước đó đã sở hữu Cole Haan, Umbro và Hurley International. Ngoài việc sản xuất trang phục và thiết bị thể thao, công ty còn điều hành các cửa hàng bán lẻ dưới tên Niketown. Nike tài trợ cho nhiều vận động viên và đội thể thao nổi tiếng trên toàn thế giới, với các thương hiệu được công nhận cao "Just Do It" và logo Swoosh.
Tính đến năm 2020, công ty đã tuyển dụng 76.700 người trên toàn thế giới. Vào năm 2020, chỉ riêng thương hiệu này đã được định giá hơn 32 tỷ USD, trở thành thương hiệu có giá trị nhất trong số các doanh nghiệp thể thao. Trước đó, vào năm 2017, thương hiệu Nike được định giá 29,6 tỷ USD. Nike xếp thứ 89 trong danh sách Fortune 500 tập đoàn lớn nhất Hoa Kỳ năm 2018 tính theo tổng doanh thu.

## Nguồn gốc và lịch sử

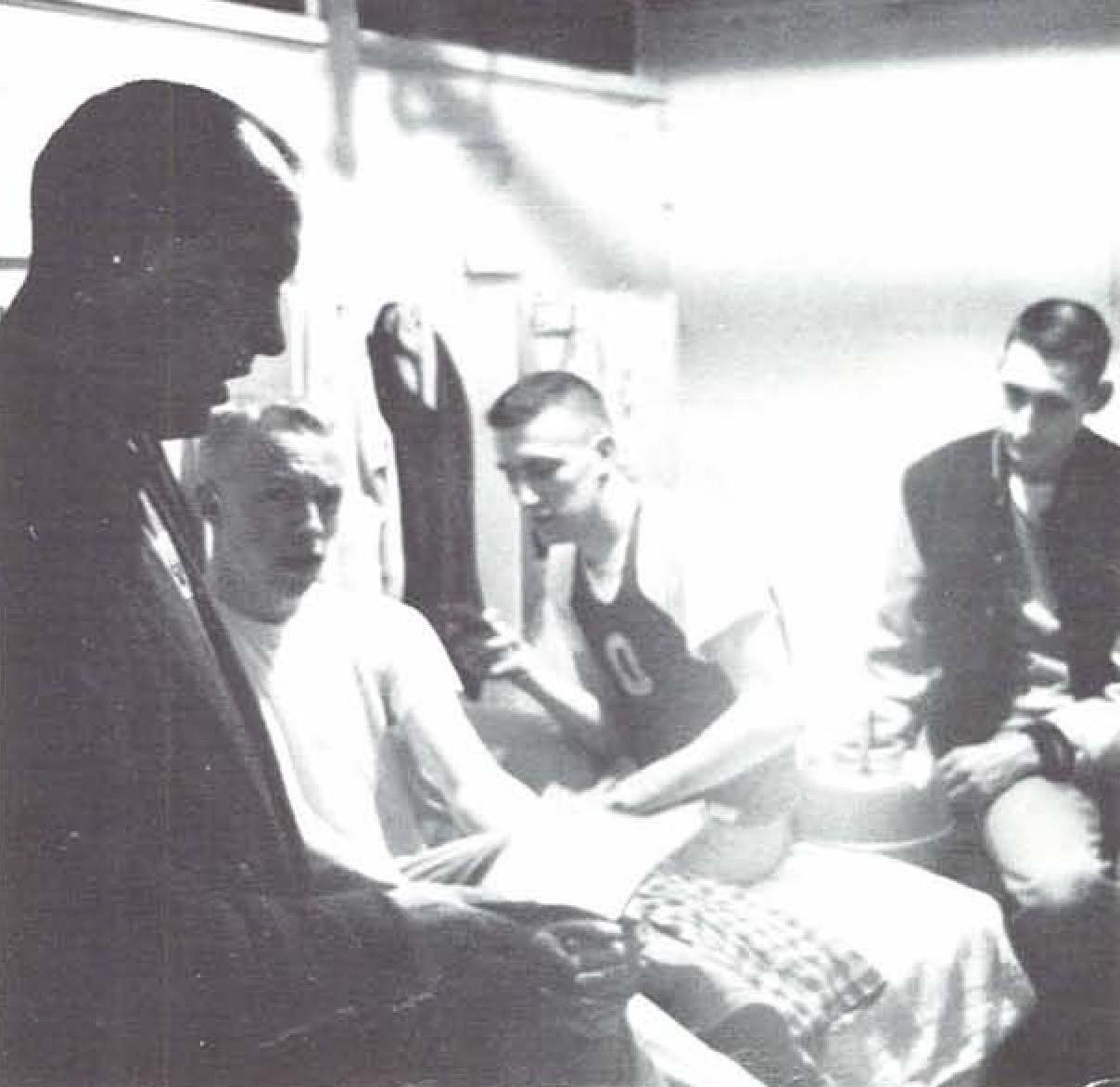
Bill Bowerman (trái) nói chuyện với Phil Knight (thứ hai từ trái) và hai thành viên khác của đội điền kinh Oregon, 1958

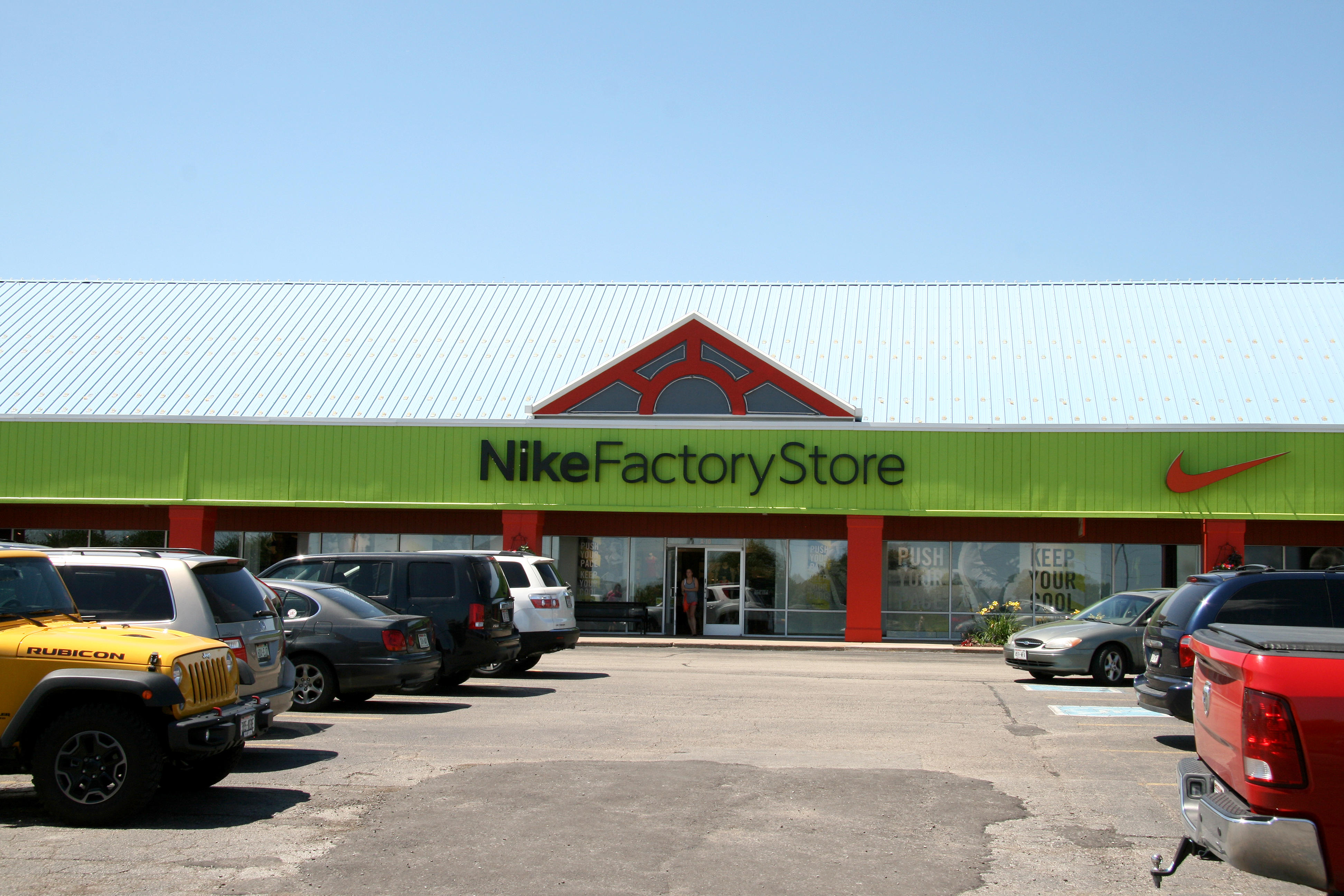
Cửa hàng Nike Factory ở Wisconsin

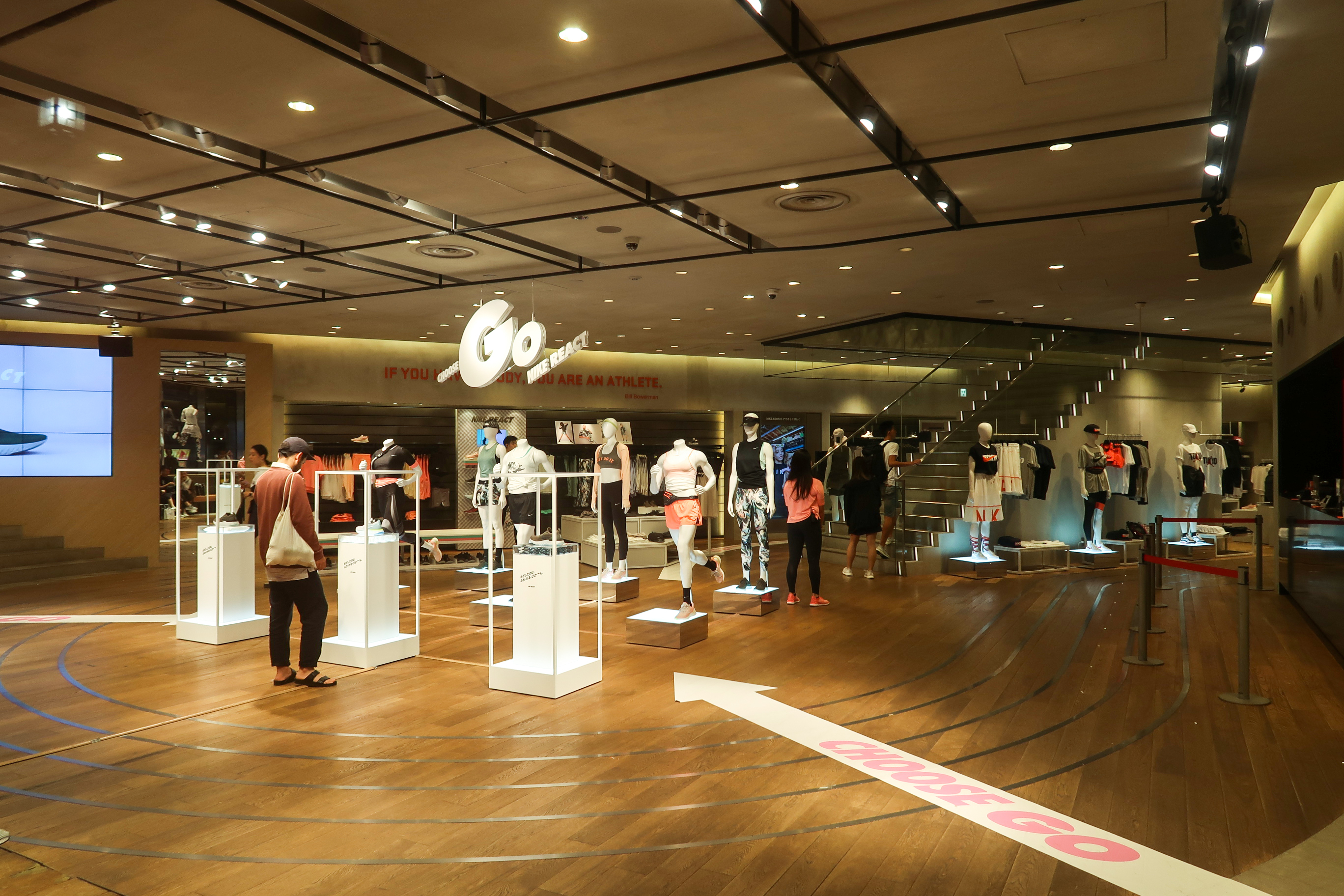
Một cửa hàng Nike tại Harajuku, Tokyo, Nhật Bản

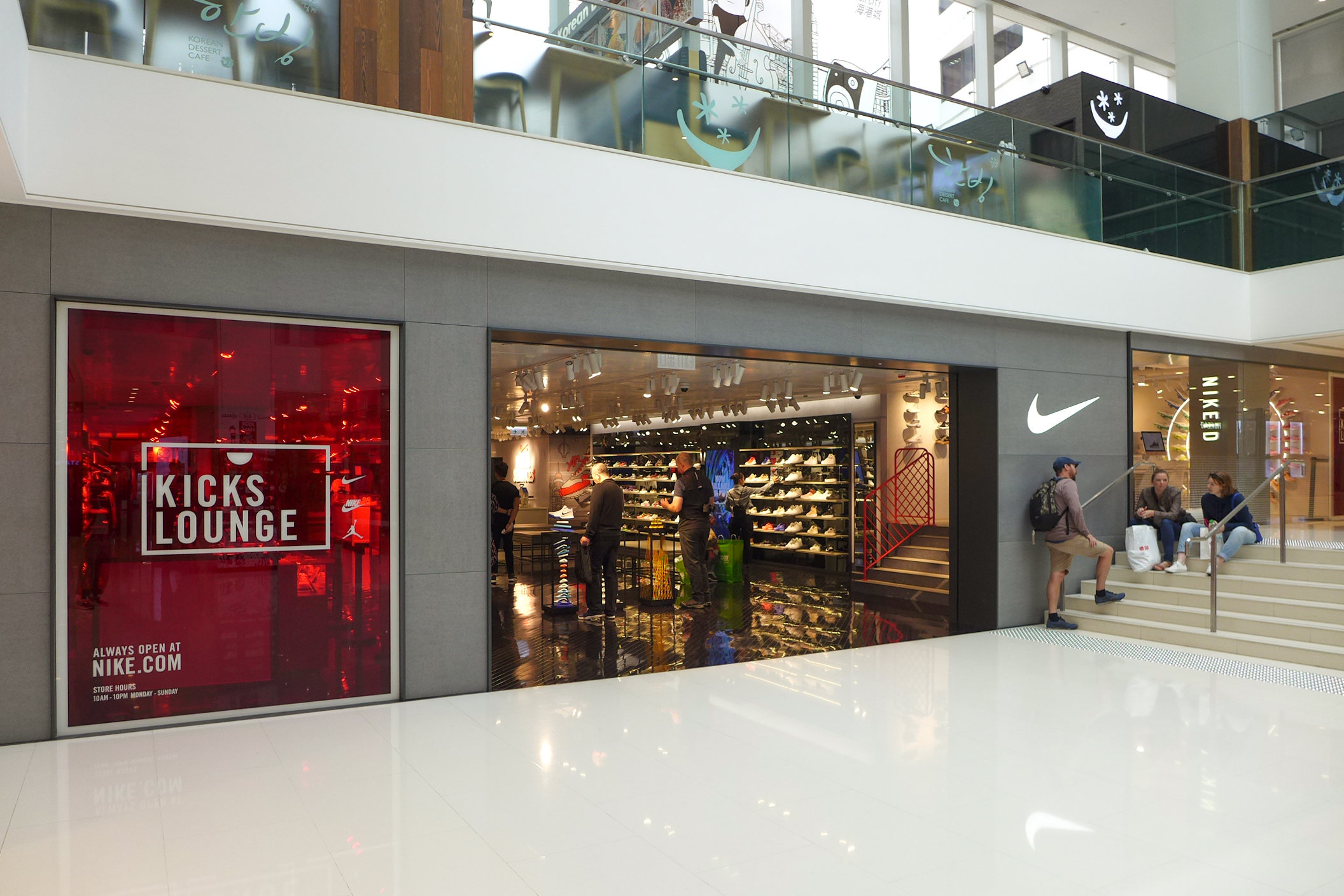
Nike Kicks Lounge tại Harbour City, Hồng Kông

### Mua lại

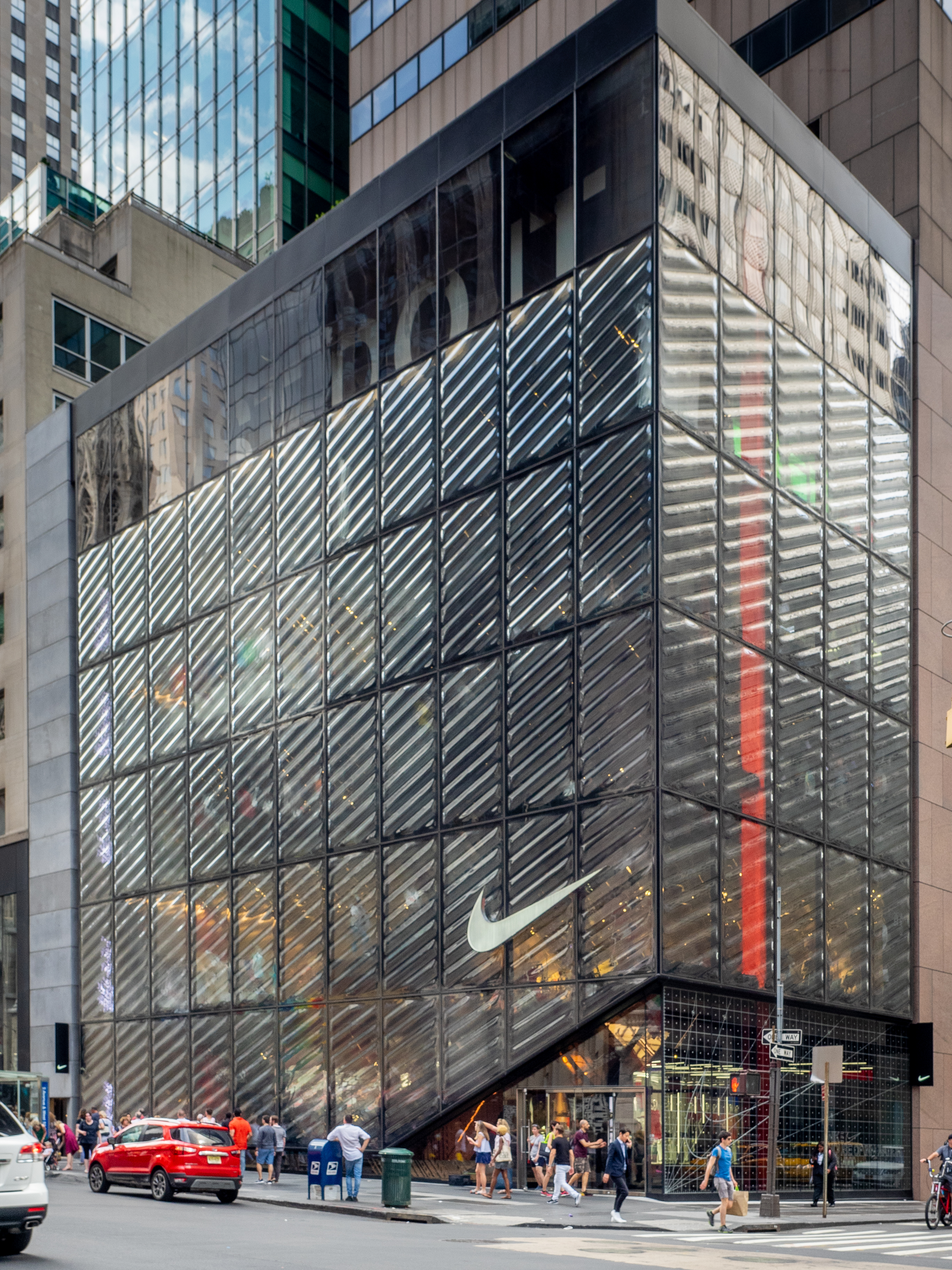
Một cửa hàng hàng đầu của Nike ở Manhattan

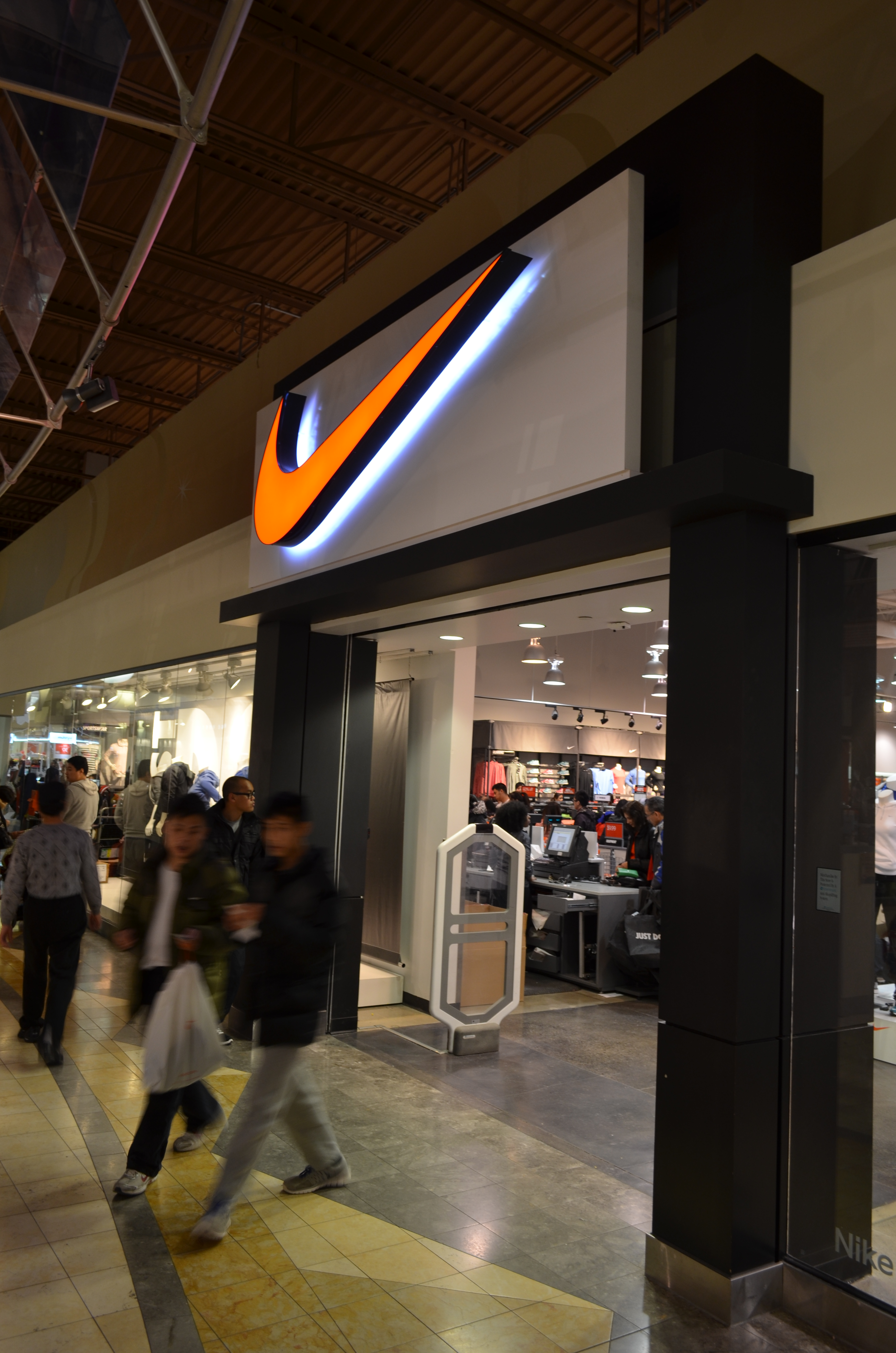
Một cửa hàng Nike Factory ở Vaughan Mills

### Trang phục thể thao

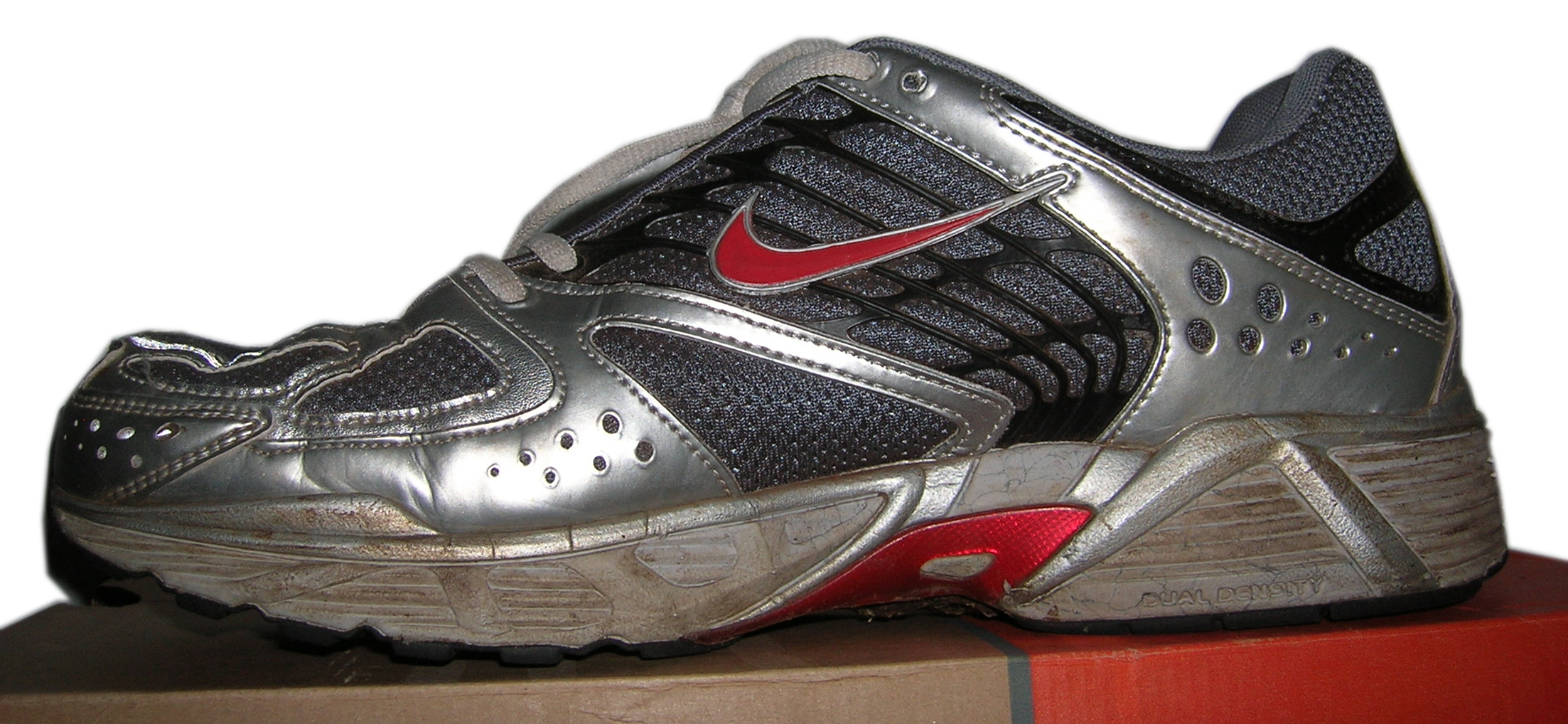
Giày thể thao Nike Zoom Elite 2

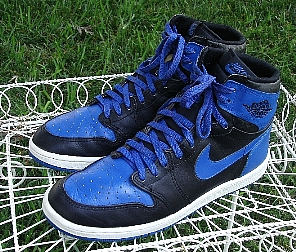
Một đôi giày bóng rổ Nike Air Jordan I

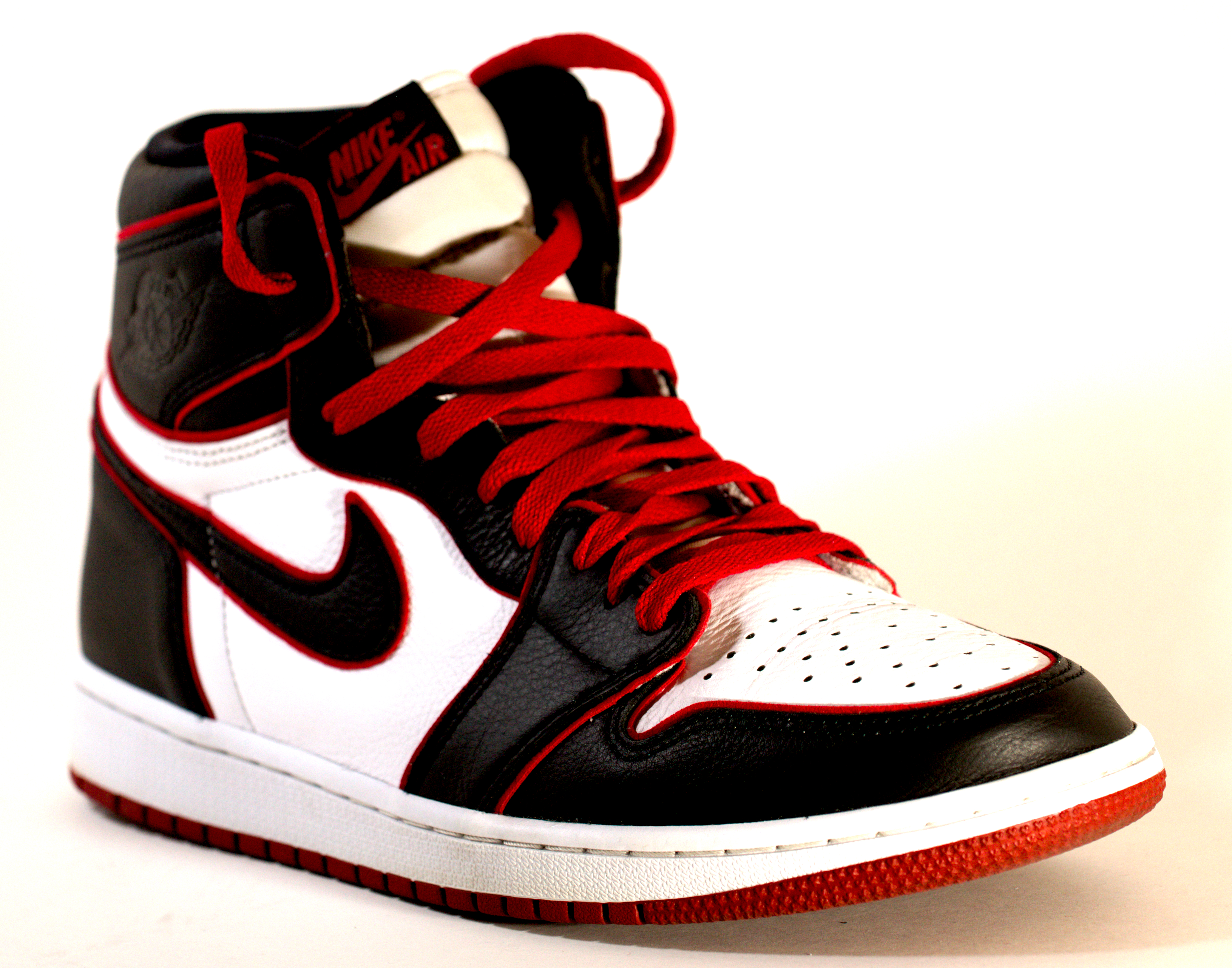
Một ví dụ khác của Nike Air Jordan

#### Nike Vaporfly

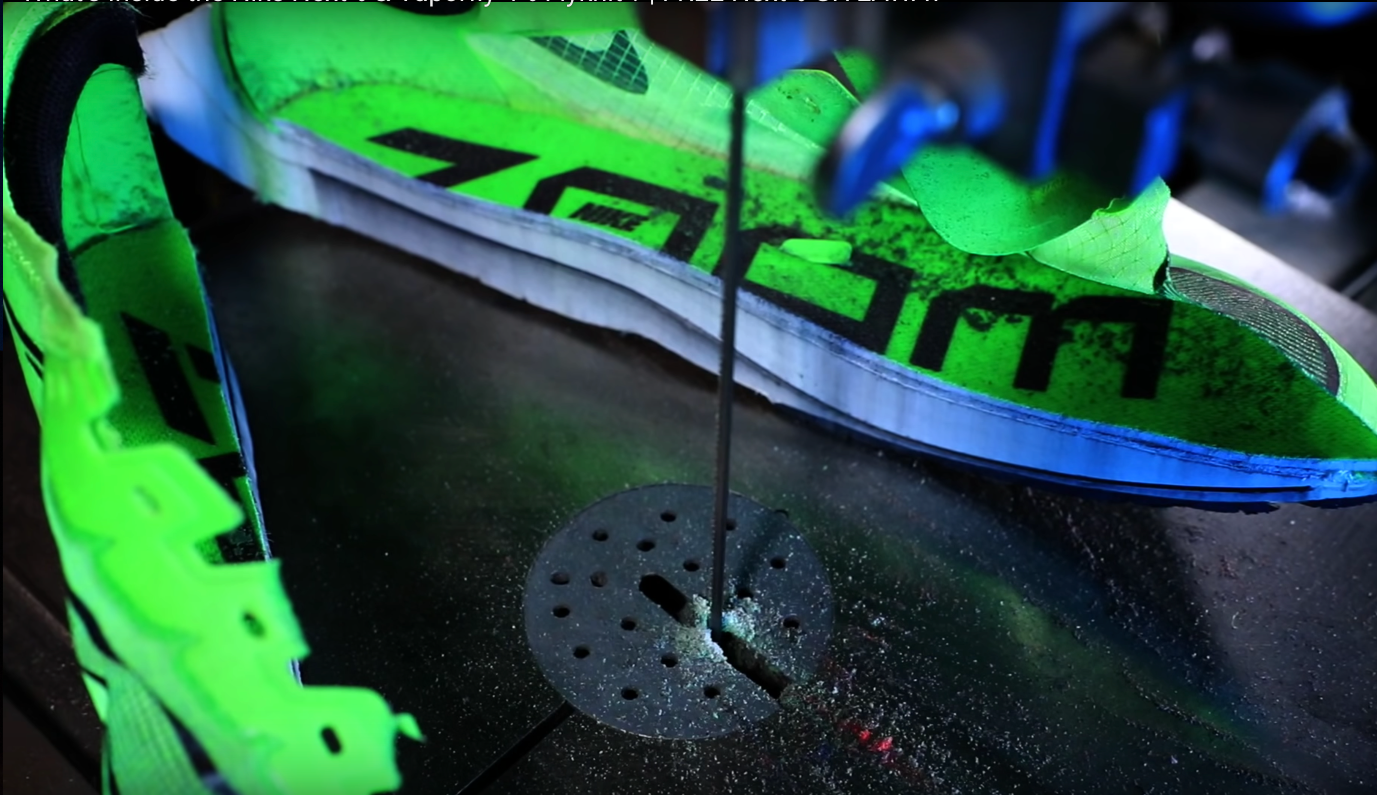
Nike Vaporfly cắt đôi để hiển thị các lớp khác nhau tạo nên đế giày. Đường màu xám đậm hiển thị tấm sợi carbon.

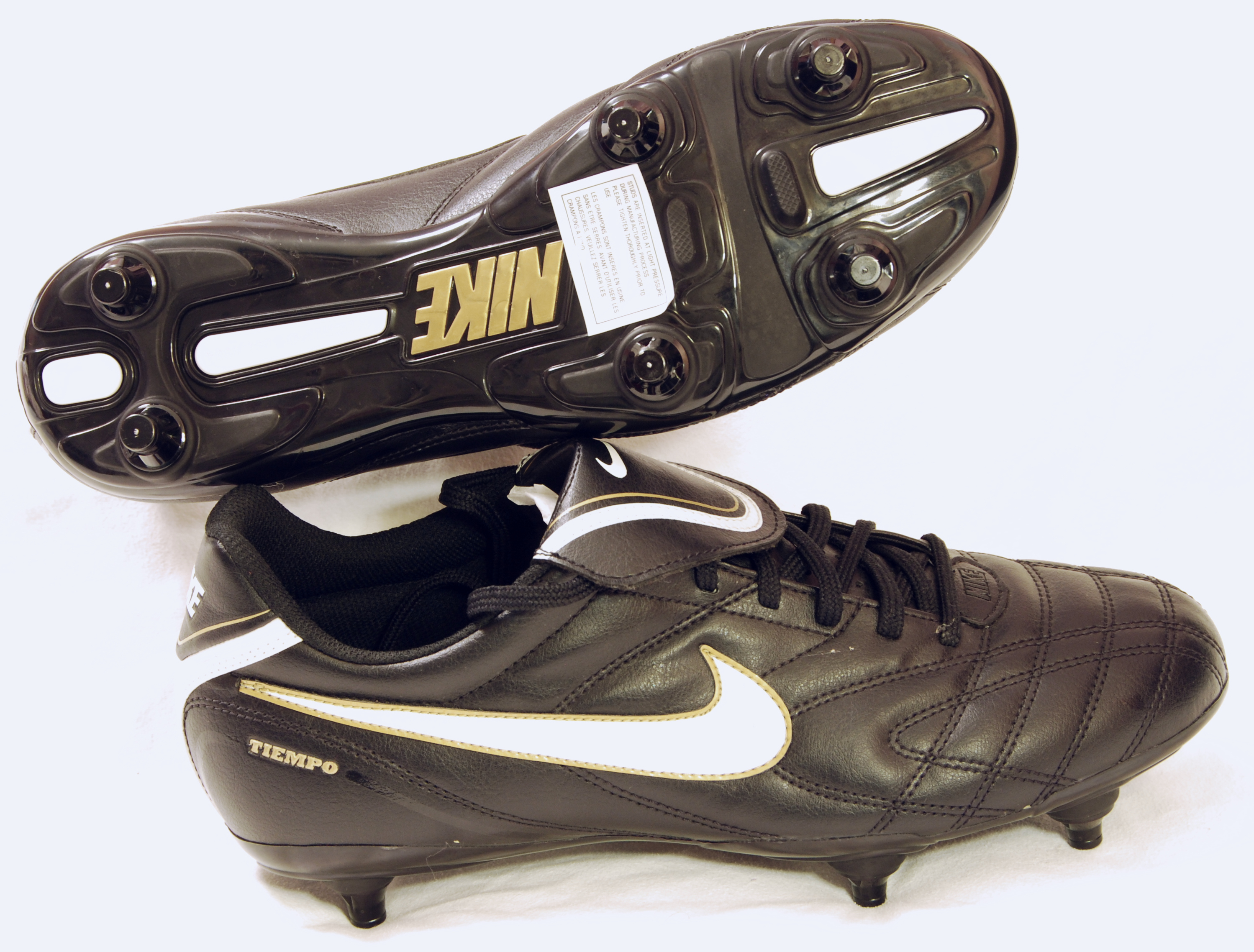
Vân đế giày Nike

### Thời trang đường phố

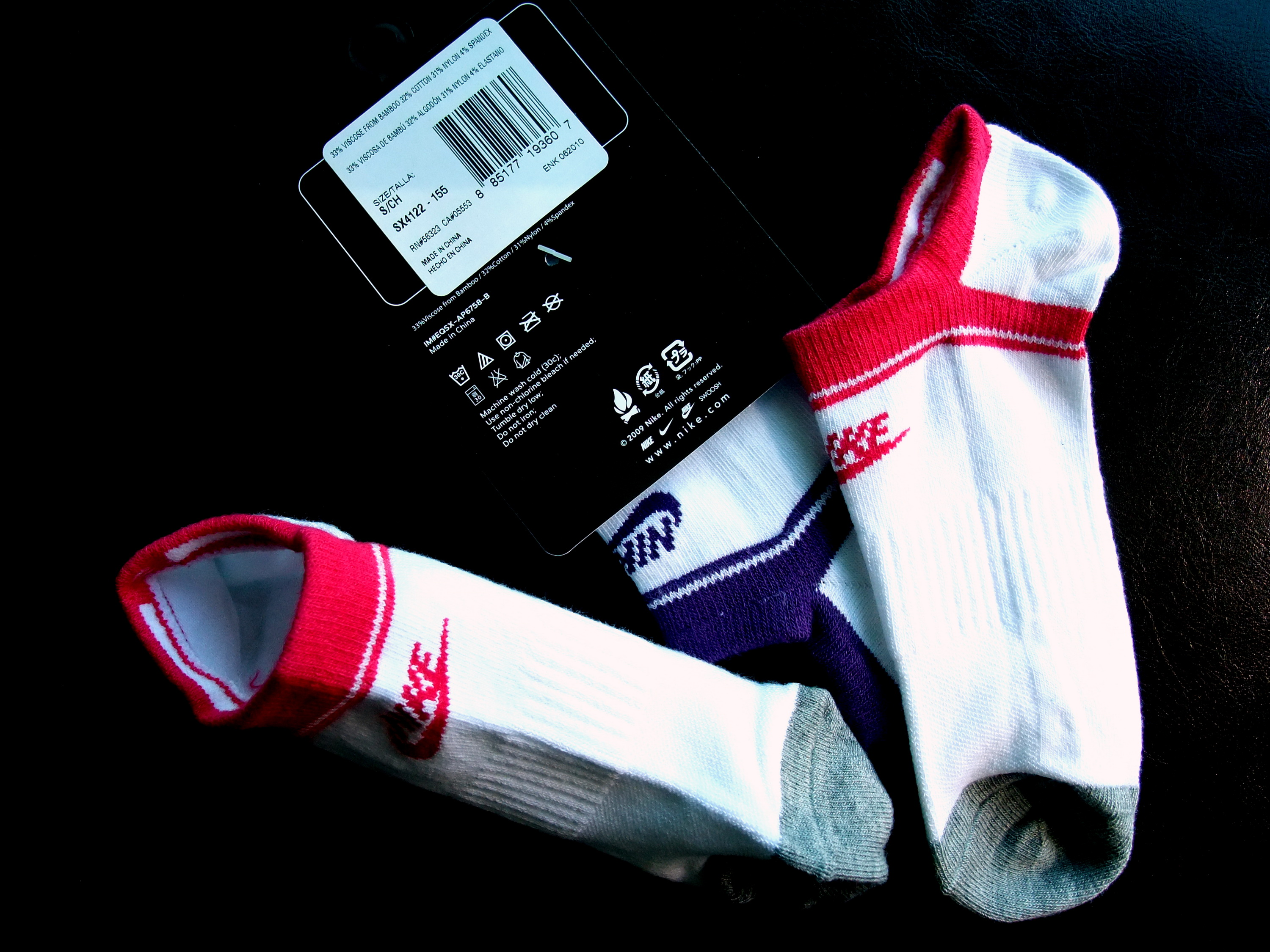
Vớ Nike Elite no-show có đệm đế

## Trụ sở chính

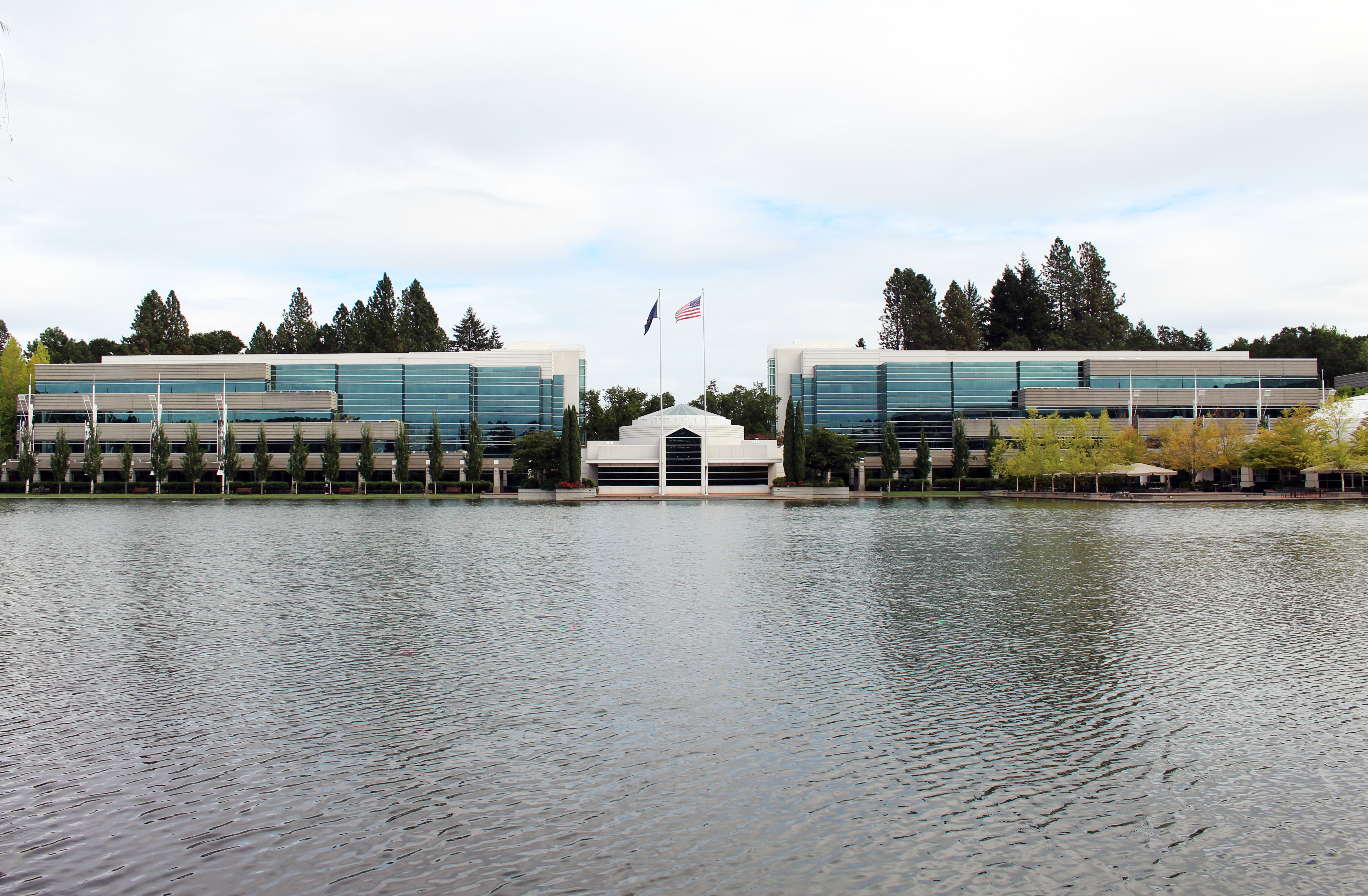
Trụ sở Thế giới của Nike gần Beaverton, Oregon

### Paradise Papers

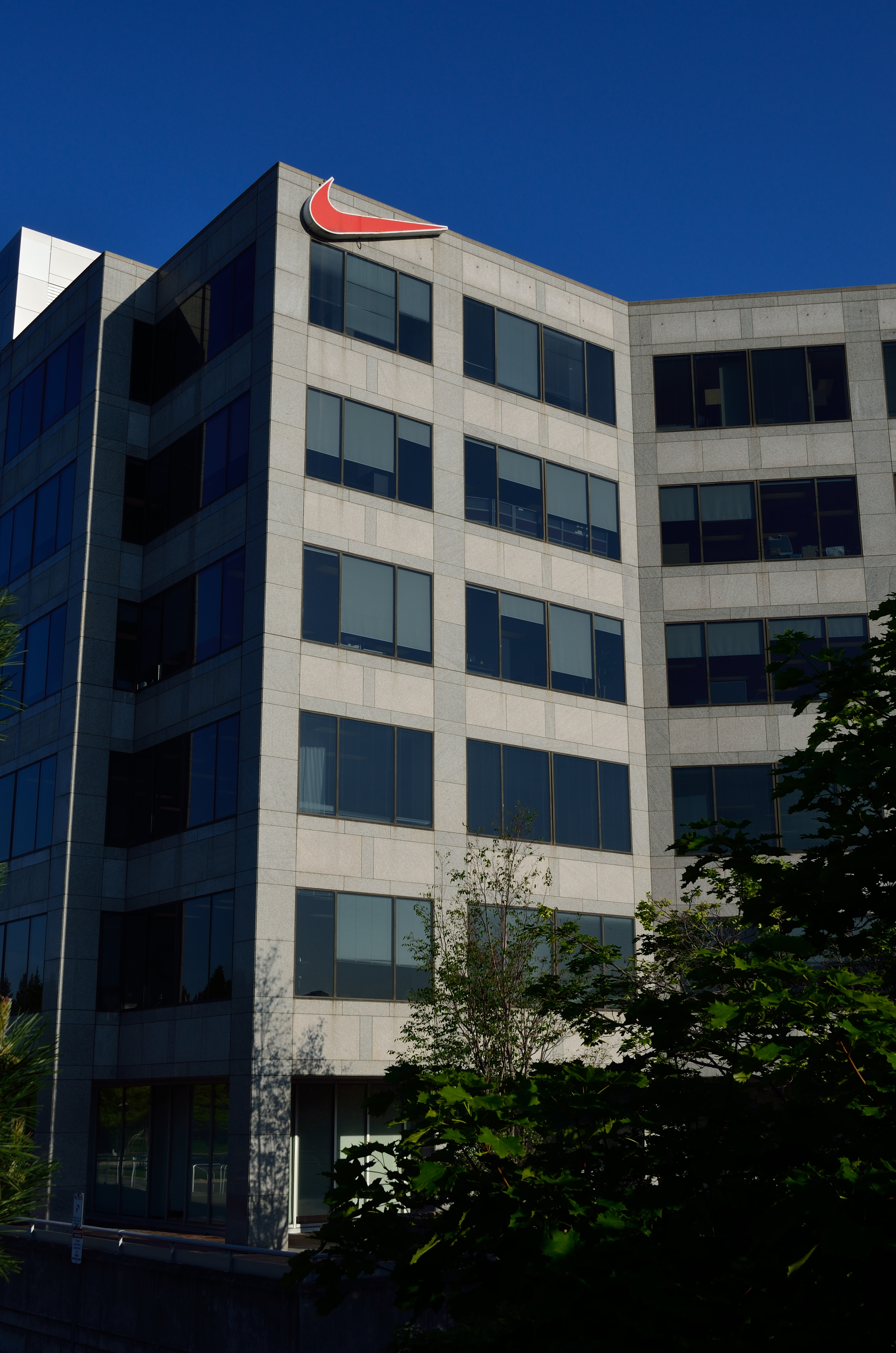
Văn phòng Nike ở Bắc Mỹ